# Титульна нація
Ти́тульна на́ція — частина населення держави, національність якої визначає офіційне найменування цієї держави.

## Історія
Поняття «титульна нація» вперше введено французьким поетом та політичним діячем націоналістичного спрямування Морісом Барресом наприкінці XIX століття. Баррес розумів під ним домінуючу етнічну групу, мова та культура якої стають основою для державної системи освіти. Титульні нації Баррес протиставляв національним меншинам (представники титульної нації, що проживають за межами її національної держави, наприклад, в той час — французи в Ельзасі та Лотарингії) із етнічними діаспорами (етнічні групи всередині території національної держави, наприклад, євреї та вірмени у Франції). Баррес вважав, що національна держава може бути сильною тільки при наявності двох умов: національні меншини та етнічні діаспори повинні зберігати лояльність до держави титульної нації, а титульна нація повинна підтримувати «свої» національні меншини за кордоном. Цю класифікацію Баррес розробив в період справи Дрейфуса.

## Термінологія

### СРСР
Термін використовувався в СРСР для визначення нації, що давала назву автономним областям та республікам держави: радянські республіки, автономні республіки, автономні регіони тощо. Наприклад, титульною нацією Білоруської РСР були білоруси.
Щоб бути титульним, етнос повинен мати певну кількість населення та компактність поселення. Мова титульної нації визнавалась додатковою, після російської, офіційною мовою відповідної адміністративної одиниці. Термін добре працював у випадку відносно добре розвинутого та однорідного народу.
У деяких випадках, у певних районах з великою кількістю різних етносів, як на Північному Кавказі, поняттям титульної нації вносилась нерівність між титульною та нетитульною народностями, особливо після початку політики «коренізації», згідно з якою представників титульної нації просувають до керівних посад.[джерело?]

### Російська Федерація
Це поняття і його визначення виключені із законодавства Російської Федерації як такі, що, мають декларативний характер та юридично некоректні.
Проте в Державній думі має місце законопроєкт про надання російському народу статусу державотворчого.[джерело?] У жовтні 2016 року на засіданні Ради при президентові РФ з міжнаціональних відносин в Астрахані чинний президент РФ Путін Владімір схвалив ідею ухвалення закону про російську націю. У березні 2017 року група з підготовки законопроєкту перейменувала закон про російську націю на закон про держнацполітику, пояснивши це «неготовністю суспільства» до поняття єдиної нації. «Так спокійніше. Виявилося, що суспільство не дуже підготовлене до сприйняття такого поняття, як єдина нація, яка об'єднує усі національності», — пояснив рішення керівник робочої групи Тишков В. Ідею законопроєкту про російську націю в регіонах сприйняли критично.

### Китай
У Китайській Народній Республіці уряд прийняв деякі принципи радянської концепції стосовно своїх етнічних меншин.[джерело?]